# Taganana
Taganana es una entidad de población del municipio de Santa Cruz de Tenerife, en la isla de Tenerife —Canarias, España—, perteneciente administrativamente al distrito de Anaga y que posee la consideración de pueblo.
Es la localidad más importante del interior del macizo de Anaga. Fundada en 1501 es la tercera población más antigua del macizo, tras las vecinas San Andrés, e Igueste de San Andrés, y una de las más antiguas de la isla, habiendo sido además un municipio independiente a lo largo del siglo xix.
Posee monumentos como la iglesia de Nuestra Señora de Las Nieves o la ermita de Santa Catalina. Asimismo, la iglesia de Taganana posee un importante patrimonio artístico en obras de escultura, pintura y orfebrería. El lugar también mantiene un rico patrimonio arquitectónico en forma de casas tradicionales y lagares de piedra.
La localidad cuenta además con una red de caminos para la práctica del excursionismo que conectan con Afur, El Bailadero y Almáciga, así como con una ruta autoguiada por el interior del núcleo que da a conocer los valores etnográficos del lugar.
Aquí se encuentran las playas de Tachero y del Roque de las Bodegas.

## Toponimia
Su nombre es de origen guanche, relacionándolo algunos autores con la palabra anagan que significa 'rodeado de montañas', o de tagănan, 'subida' o 'cuesta'.

## Características
Está situada en el valle homónimo de la vertiente septentrional del macizo de Anaga, a 24 kilómetros del centro de la capital municipal. Tiene una extensión de 10,21 km² y se halla a una altitud media de 112 m s. n. m.
Está formado por los núcleos de Azanos, Bajo Roque, Casas de la Iglesia, Casas del Camino, Cruz Vieja, El Cabezo, El Calvario, El Cardonal, El Chorro, Fajanetas, La Chanca, La Cuestilla, Lomo Blanco, Lomo los Lirios, Los Naranjos, Mazapé, Portugal, Roque de las Bodegas, San Antonio y Tachero.
La localidad cuenta con una iglesia, varias ermitas —Santa Catalina en el casco, San Juan Bautista en Tachero y Virgen de la Caridad del Cobre en Azanos—, una plaza pública, un consultorio médico, un parque infantil, un botiquín farmacéutico, un centro cultural, un colegio, un polideportivo y un cementerio. También cuenta con un embarcadero en la playa del Roque de las Bodegas, y con bares, restaurantes y pequeños comercios.
En su paisaje destacan las elevaciones rocosas conocidas como Los Hombres, formadas por los roques de Las Ánimas, de Enmedio, Amogoje y Roque del Valle. Asimismo, destacan otras formaciones geológicas como el Risco de la Guayosa o los riscos del Fraile y la Monja. Su costa se encuentra salpicada de numerosas bajas —peñascos de superficie generalmente plana aislados en el mar—.
Gran interés científico presenta el Monte de Las Vueltas, donde se conserva una magnífica muestra de laurisilva.
La superficie de la localidad está incluida en el Parque rural de Anaga y al igual que los otros pueblos y caseríos de Anaga, Taganana está también incluida en la Reserva de la Biosfera del Macizo de Anaga declarada como tal por la UNESCO en 2015.

### Relieve
La unidad basal de Taganana aflora en la costa Norte con contorno semilunar —arco de Taganana—, posiblemente originado por la mayor penetración marina en la parte central, fácilmente erosionable por el predominio en su constitución de los materiales volcánicos. Esta unidad basal, equivalente en edad a los basaltos fisurales del macizo de Teno —Mioceno superior— aparece buzando hacia el sur, en sentido contrario a las formaciones que la recubren. La elevada alteración de sus materiales, su densa red filoniana, formada por diques y pitones basálticos y fonolíticos —Roques de Anaga, roque de Las Ánimas, etc.— así como el sentido de su buzamiento, parecen apuntar una clara discordancia entre esta unidad y las que se apoyan en ella.

## Demografía
En la actualidad con 521 habitantes (2016), Taganana es la sexta localidad más poblada del distrito de Anaga, tras San Andrés, María Jiménez, Valleseco, Barrio de La Alegría e Igueste de San Andrés.
| Nombre           | Rango            | Población |
| ---------------- | ---------------- | --------- |
| Taganana         | Núcleo Principal | 149       |
| Azanos           | Entidad menor    | 68        |
| Bajo el Roque    | Entidad menor    | 26        |
| El Cabezo        | Entidad menor    | 23        |
| El Calvario      | Entidad menor    | 20        |
| El Cardonal      | Entidad menor    | 28        |
| Casas del Camino | Entidad menor    | 15        |
| La Cuestilla     | Entidad menor    | 35        |
| Fajanetas        | Entidad menor    | 18        |
| Lomo Blanco      | Entidad menor    | 14        |
| Lomo Los Lirios  | Entidad menor    | 19        |
| Mazapé           | Entidad menor    | 14        |
| Portugal         | Entidad menor    | 39        |
| San Antonio      | Entidad menor    | 47        |
| Tachero          | Entidad menor    | 6         |
| TOTAL LOCALIDAD  |                  | 521       |

| Año        | 2000 | 2001 | 2002 | 2003 | 2004 | 2005 | 2006 | 2007 | 2008 | 2009 | 2010 | 2011 | 2012 | 2013 | 2014 | 2015 | 2016 |
| ---------- | ---- | ---- | ---- | ---- | ---- | ---- | ---- | ---- | ---- | ---- | ---- | ---- | ---- | ---- | ---- | ---- | ---- |
| Habitantes | 668  | 653  | 704  | 688  | 633  | 630  | 642  | 638  | 620  | 592  | 589  | 566  | 559  | 555  | 545  | 528  | 521  |

## Historia

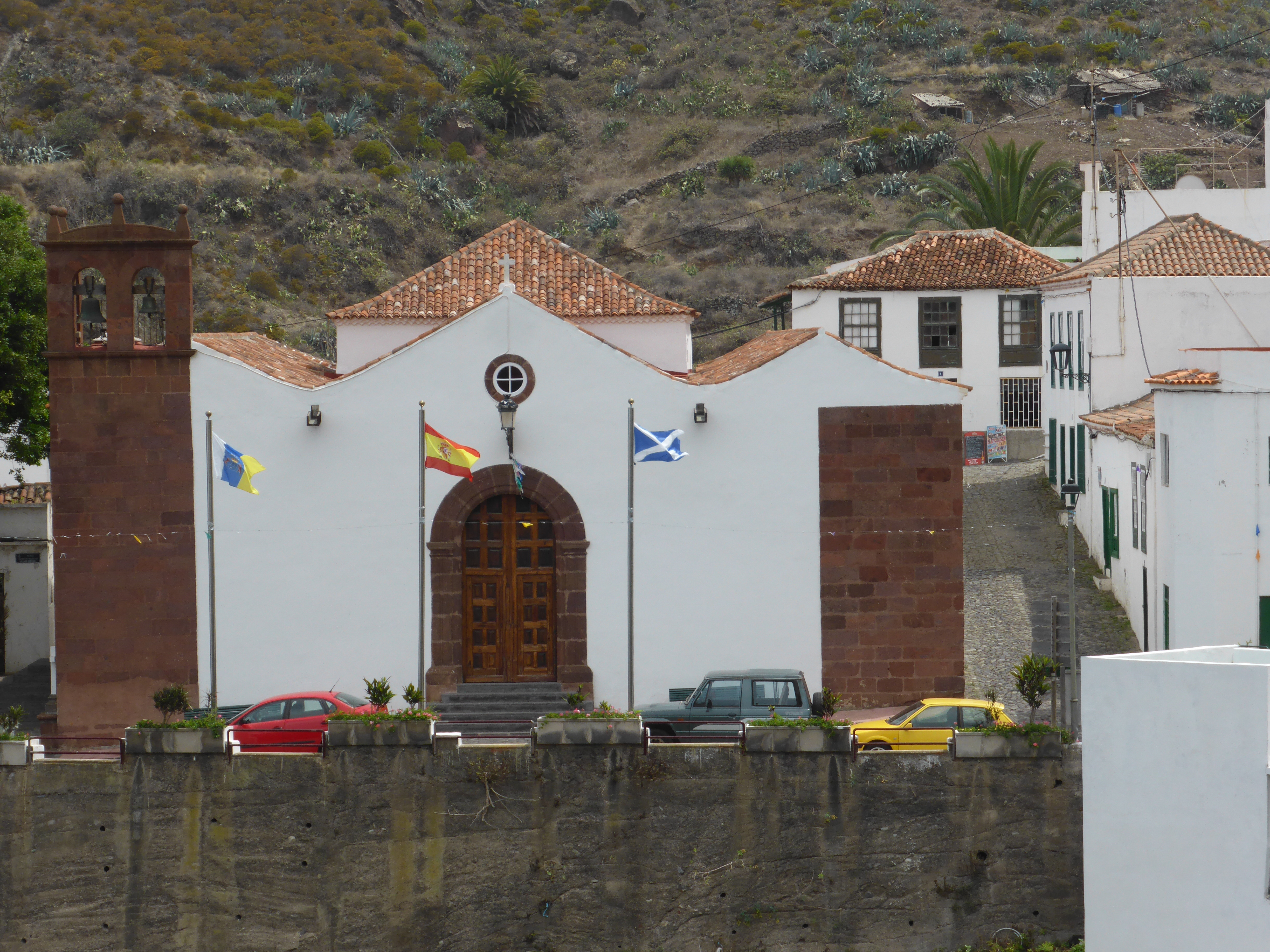
Iglesia de Nuestra Señora de las Nieves.

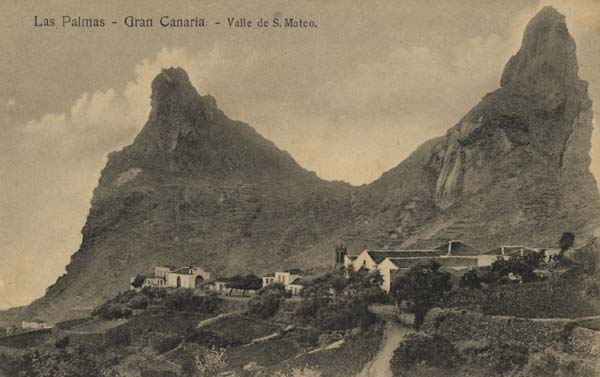
El pueblo de Taganana hacia 1905.

El valle de Taganana se encuentra habitado desde época guanche, tal y como demuestran los numerosos hallazgos arqueológicos realizados en la zona, habiendo pertenecido al menceyato de Anaga.
En el sendero que discurre entre Taganana y Afur, se encuentra la llamada Piedra de los Guanches, un yacimiento arqueológico asociado a las prácticas de momificación de los aborígenes guanches. Dicho monumento aborigen es también llamado la Piedra de Taganana.
Acabada la conquista de la isla en 1496 se empezaron a repartir las tierras entre los conquistadores y colonos.
El pueblo de Taganana se fundó en 1501 a partir de uno de estos repartimientos a un grupo de colonos procedentes de las islas de Lanzarote y Fuerteventura. Sin embargo, ya se encontraba habitado desde momentos inmediatamente posteriores a la finalización de la conquista por estos mismos colonos y por guanches libres.

Don Alonso de Lugo, governador de las islas de Tenerife e de la isla de La Palma, do a vosotros los vecinos que estáis en esta isla de que habéis venido de la isla de Huerteventura e algunos que vinieron de Lançarote, los quales son Grygorio Tabordo e Juan Perdomo e Gyrónimo, vos do e fago mercede de un lugar que se llama Taganana con sus tierras e aguas de la comarca. Fecha a XVI días de mayo año de mill e quinientos e un años. Son los a quien se da la dicha tierra Pero Hernandes e su fijo Pedro de Vera e Gonçalo Mexía e Francisco Guillama e Pícar e Juan Delgado e Robín e Andrés Sanches e Pero Negrín e Alº Sanches e los dichos de Lançarote. Digo que vos do el valle de Taganana con el agua e tierras para cañaverales y latadas. Alº de Lugo.
Las Datas de Tenerife (Libros I a IV de datas originales). Elías Serra Ráfols.

Taganana es por lo tanto, una de las localidades más antiguas de la isla de Tenerife, y la tercera del macizo de Anaga, tras San Andrés, fundada tres años antes, e Igueste de San Andrés, fundada dos años antes.
Desde el siglo xvi fue, junto con San Andrés, el núcleo más importante de Anaga, contando con parroquia propia desde al menos 1505 y con alcalde y alguacil desde 1518. Desde un primer momento se dedicaron sus tierras al cultivo de la caña de azúcar, lo que dio lugar a la construcción del camino de Las Vueltas para sacar la producción. Este camino fue la vía de comunicación más importante del macizo, al unir la población de Taganana con San Cristóbal de La Laguna, capital de la isla por ese entonces. Atravesaba las cumbres de Anaga, partiendo de él ramales que conectaban con el resto de valles del macizo —San Andrés, El Bufadero, Afur, etc.—.

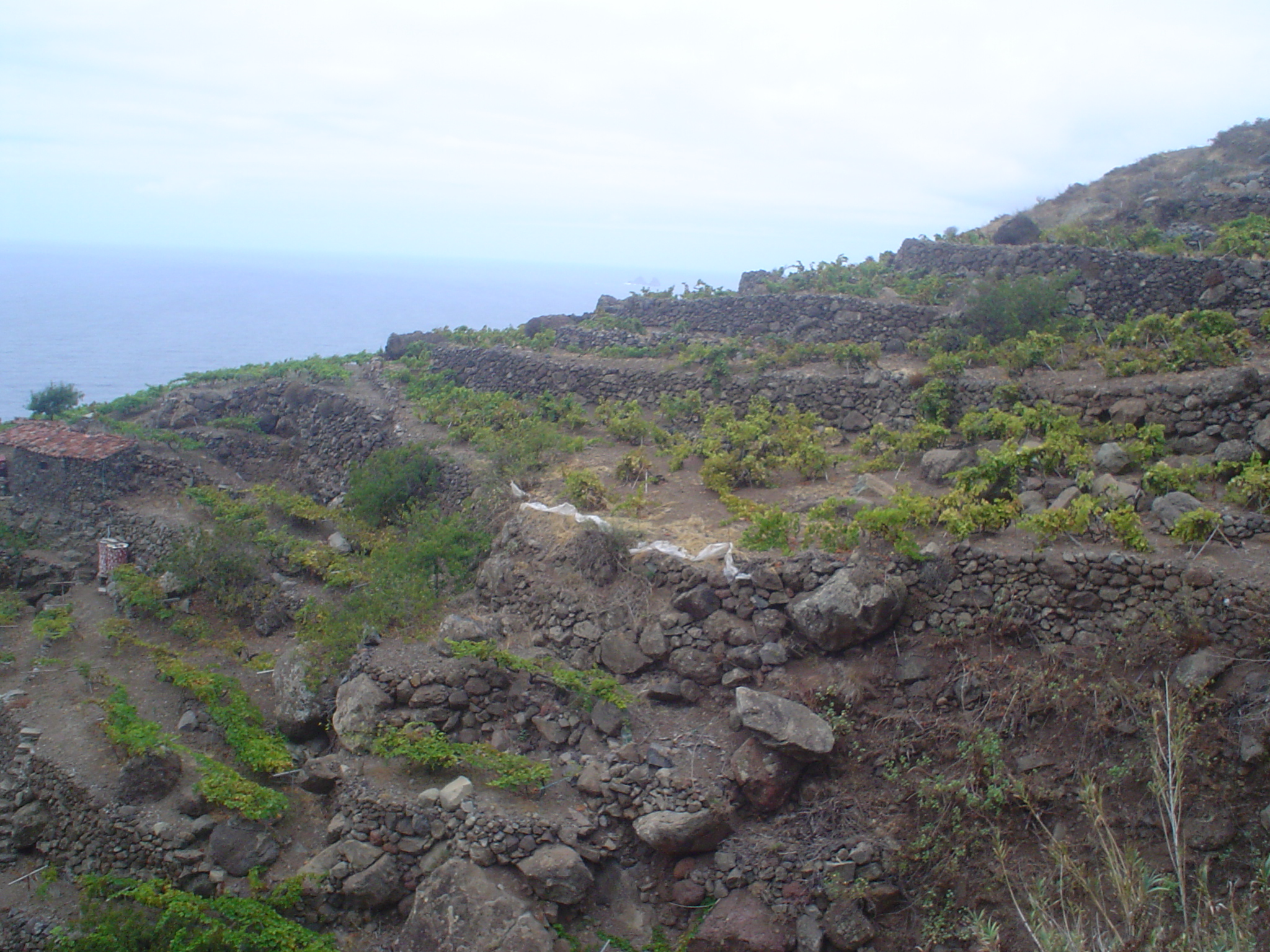
Huertas de viña.

A partir del siglo xvii se produce el declive del comercio del azúcar, desarrollándose a partir de entonces el cultivo intensivo de la viña, que aún hoy es una de las señas de identidad de la localidad.
En 1813 Taganana se constituye en municipio independiente amparado en la Constitución de Cádiz hasta que pide su agregación a Santa Cruz de Tenerife por no disponer de recursos económicos en 1850. Vuelve a pedir la restitución de su ayuntamiento en 1859, pero se le niega. Sin embargo, en 1868 se constituye un ayuntamiento revolucionario que perduraría hasta 1877, año en que queda definitivamente anexionado a la capital. Esta independencia histórica de la localidad, sumada a su aislamiento hasta fechas recientes, ha provocado una fuerte identidad de pueblo entre sus habitantes.
El territorio del antiguo municipio de Taganana, que se correspondía con el de la parroquia de Las Nieves, abarcaba desde el barranco de Taborno hasta el roque de Antequera, separándose del también municipio del Valle de San Andrés por la cumbre de Anaga. Incluía en su término los pagos de Taborno, Afur, Almáciga, Benijo, El Draguillo, Las Palmas y Punta de Anaga.
Tras su agregación a Santa Cruz de Tenerife, Taganana contó con alcalde pedáneo hasta 1967 y con juez de paz y registro civil propios hasta 1976.
En 1852 se abrió la primera escuela, perdurando la enseñanza primaria en el colegio Julián Rojas de Vera.
Durante el siglo xx se produce la mejora de los servicios públicos en la localidad, sobre todo tras la llegada de la carretera en 1968.
En 1994 Taganana pasa a estar incluida en el espacio protegido del parque rural de Anaga.
En 2006 los núcleos tagananeros de Roque de las Bodegas y Tachero, junto con otros caseríos litorales de Anaga, quedaron fuera de ordenación debido a que el Ministerio de Medio Ambiente fija el deslinde de los bienes marítimo-terrestres en 100 metros a partir del punto máximo que alcanzan las mareas. Los núcleos se encuentran a la espera de que Costas acepte su condición de urbanos.

### Historia de la Virgen de las Nieves
Según la tradición, la imagen de la Virgen fue encontrada por el poblador Gregorio Tabordo en la costa de El Cardonal un día de tormenta en el siglo xvi, abandonada por un barco que huía del temporal.

## Economía
Aunque gran parte de la población trabaja fuera de la localidad en el sector servicios, Taganana mantiene una agricultura de subsistencia basada en cultivos de viñas, papas, batatas y hortalizas.
También posee una oferta en restaurantes, tanto en el casco del pueblo como en el núcleo de Roque de las Bodegas.

## Fiestas
- Se celebran las fiestas patronales el 5 de agosto en honor de la Virgen de las Nieves, destacando las tres procesiones de la imagen: en la víspera por la noche con exhibición de fuegos artíficiales; el 5 de agosto (Día Grande) al mediodía; y el 15 de agosto, en la celebración de la Octava de la Virgen, de nuevo al mediodía. Otro acto emotivo de las fiestas son las «bajadas» de la imagen del altar mayor y las posteriores «subidas», que se realizan mediante un sistema mecanizado.

- Santa Catalina de Alejandría, el 25 de noviembre.

- En Semana Santa destacan la procesión del Señor Difunto el Viernes Santo, y la Quema del Judas, fiesta centenaria, la noche anterior al Domingo de Resurrección.[20]

## Comunicaciones
Se llega a la localidad a través de la carretera de Taganana TF-134.

### Transporte público
En autobús —guagua— se llega a la localidad mediante la siguiente línea de TITSA:
| Línea | Trayecto                                                       | Recorrido     |
| ----- | -------------------------------------------------------------- | ------------- |
| 946   | Santa Cruz (Intercambiador) - San Andrés - Taganana - Almáciga | Horario/Línea |

### Caminos
Taganana cuenta con algunos caminos aptos para la práctica del excursionismo, casi todos ellos homologados en la Red de Senderos de Tenerife:
- Sendero PR-TF 4 El Bailadero - Taganana.[22]
  - Sendero PR-TF 4.1 Derivación Playa del Roque de las Bodegas.
- Sendero PR-TF 8 Circular: Afur - Taganana.[23]
- Sendero Interpretado Taganana.[24]

## Lugares de interés
- Iglesia de Las Nieves (BIC)
- Ermita de Santa Catalina (BIC)
- Playa del Roque de las Bodegas
- Monte de Las Vueltas

## Galería

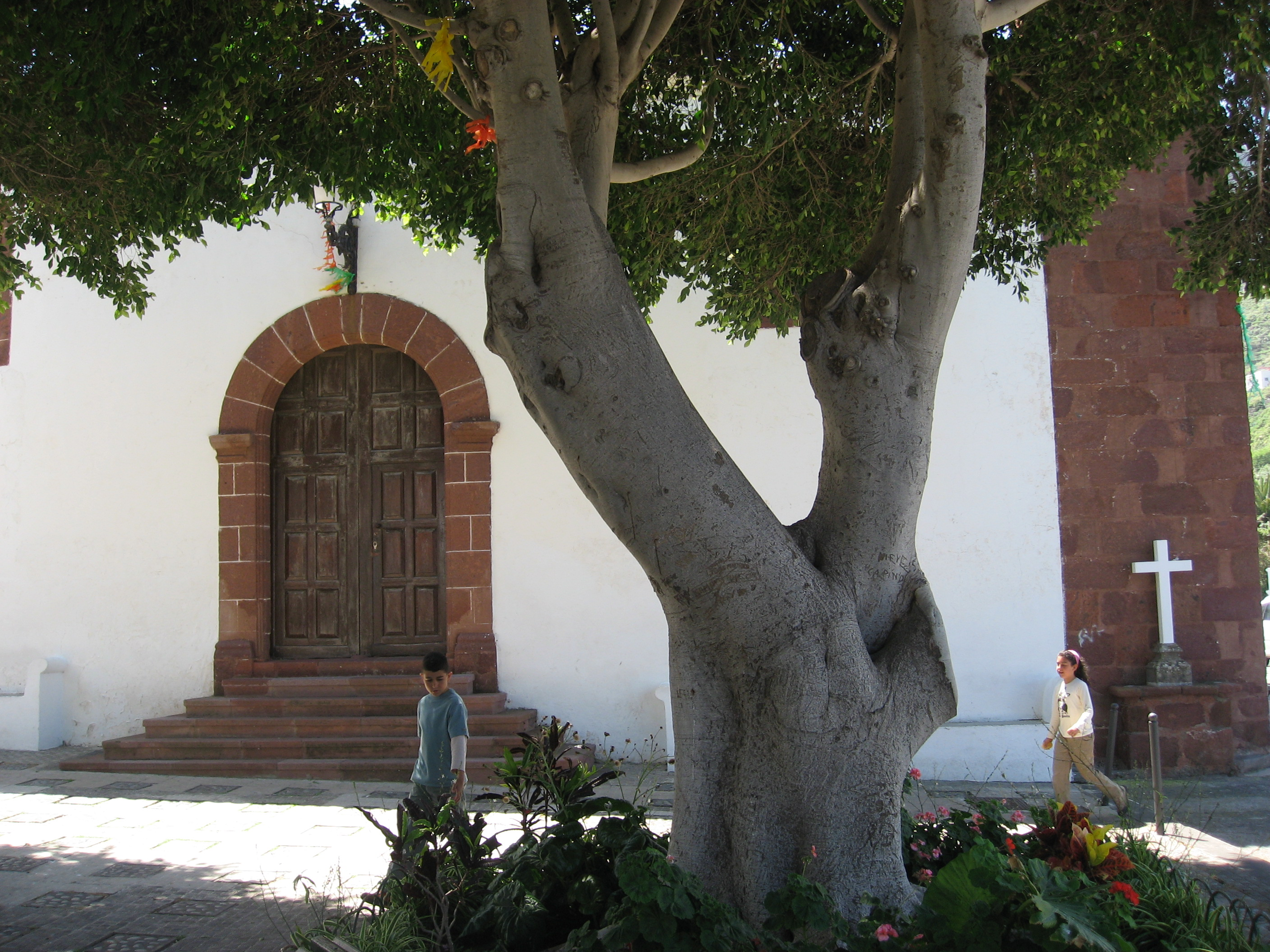
Iglesia de Nuestra Señora de las Nieves.
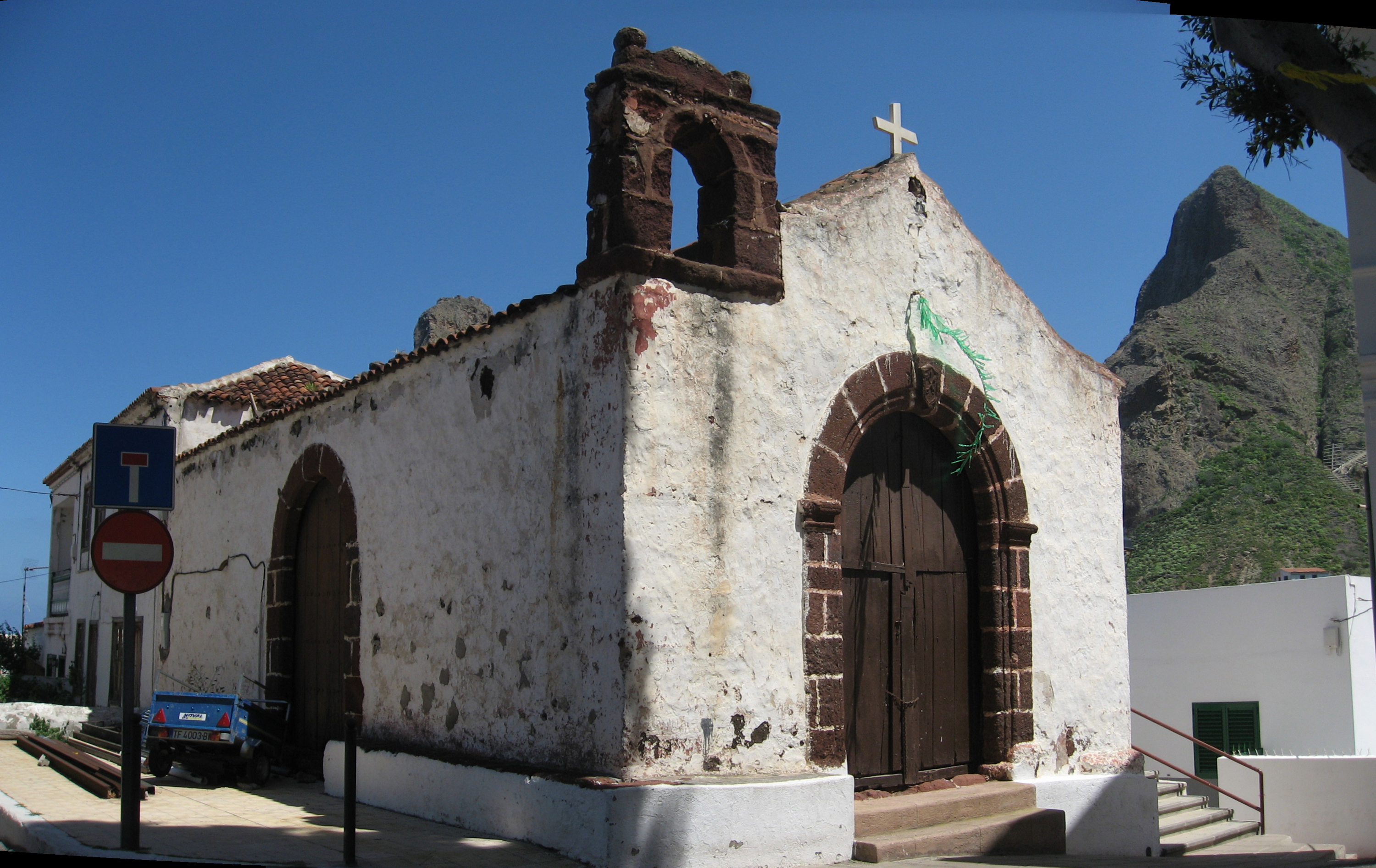
Ermita de Santa Catalina antes de su restauración.
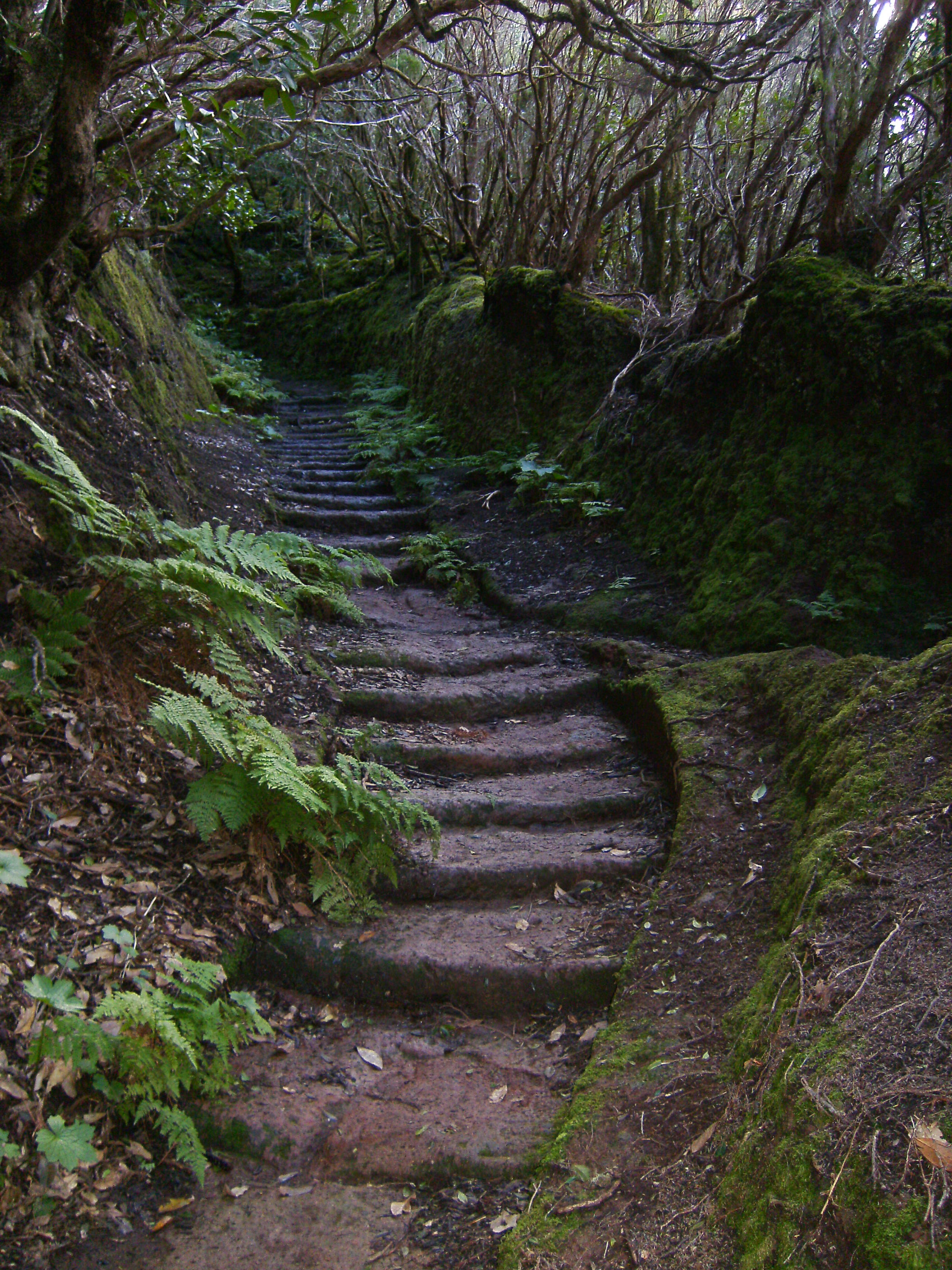
Camino de las Vueltas de Taganana.
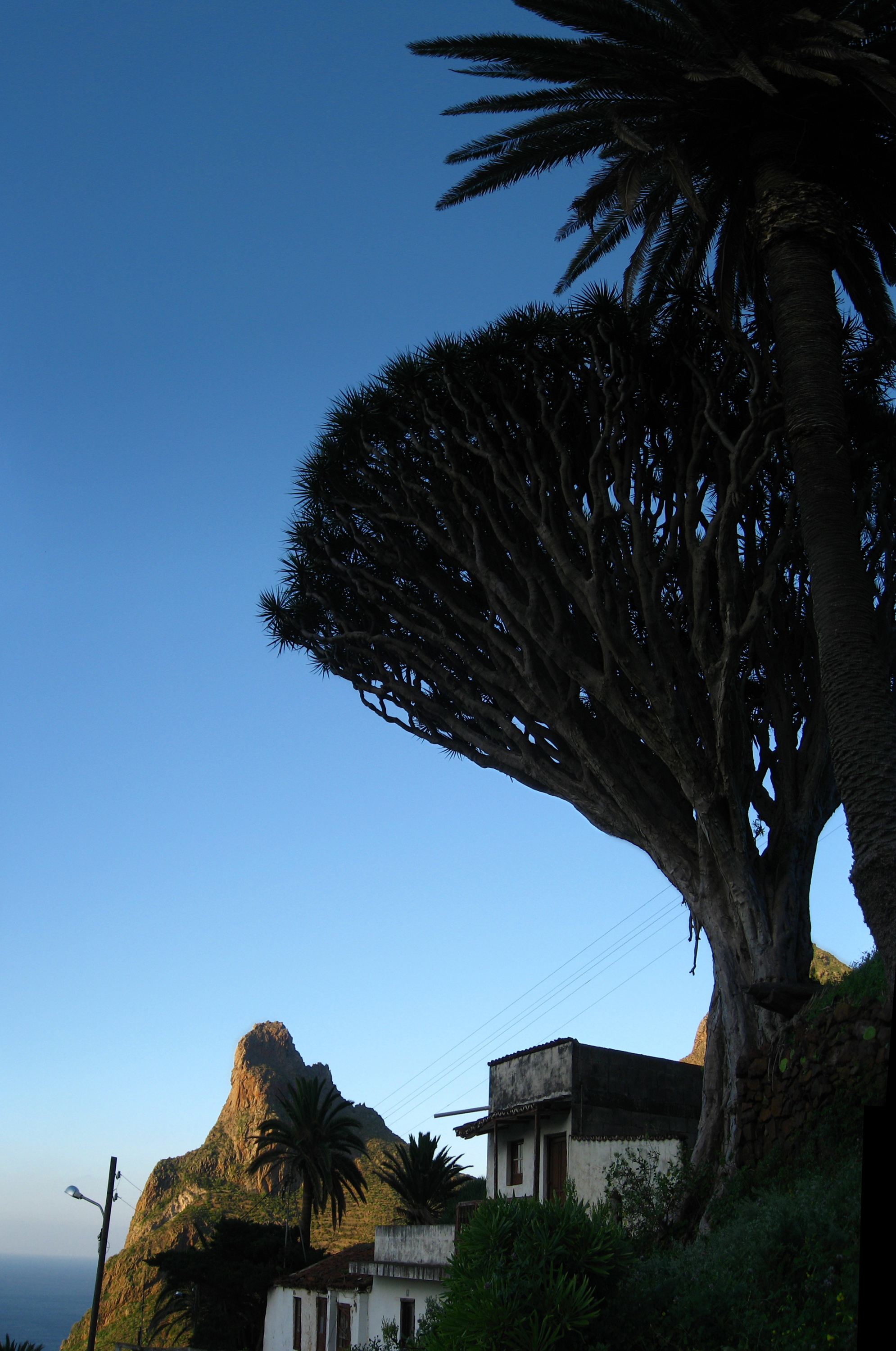
Taganana.
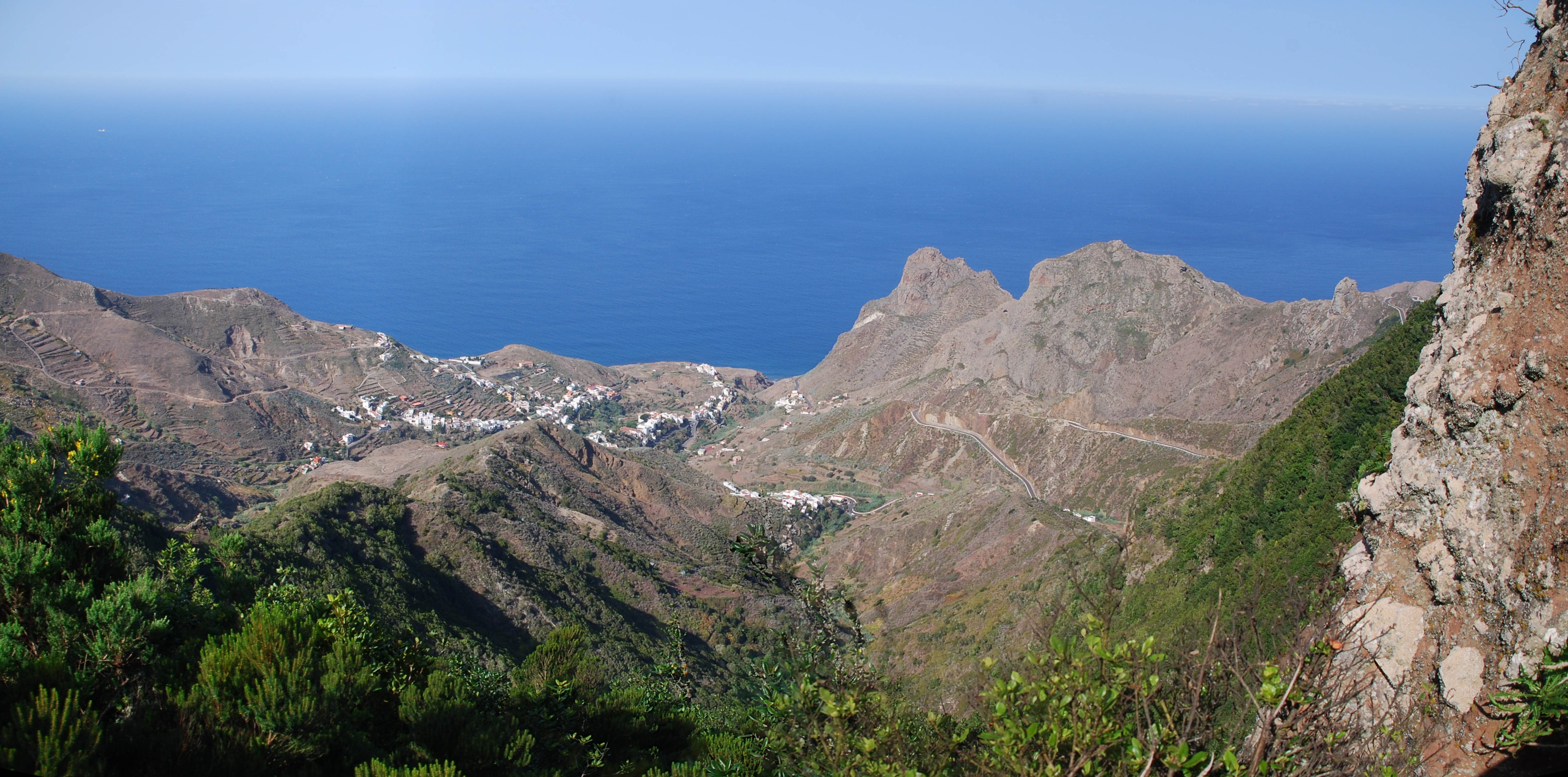
Valle de Taganana.
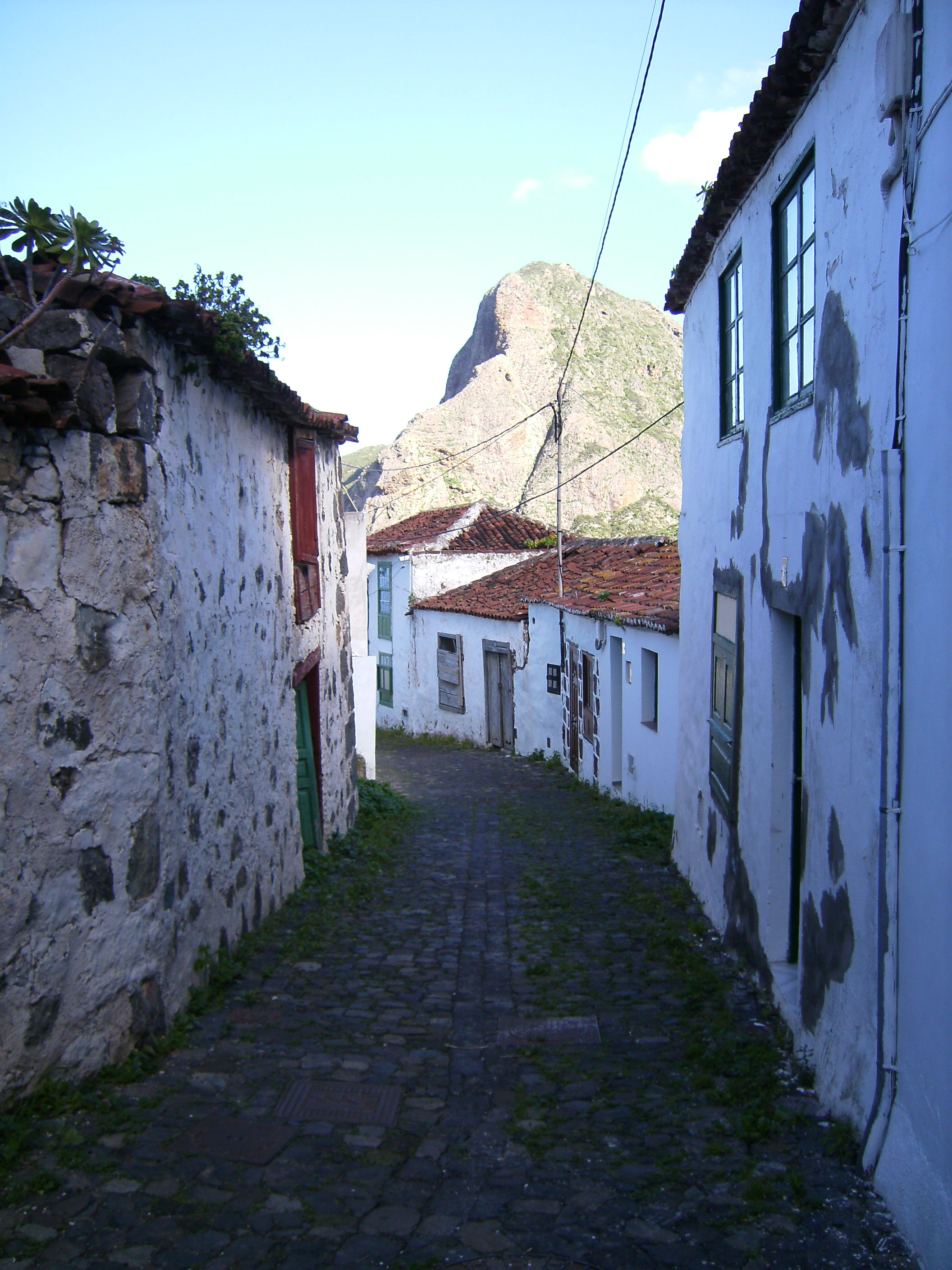
Muestra de arquitectura tradicional, Portugal.
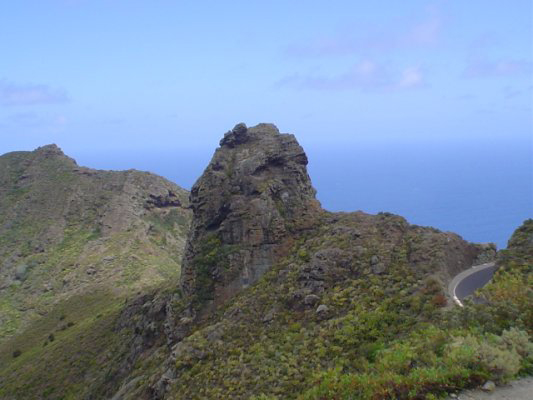
Roque Amogoje, conocido como "el león de Taganana".
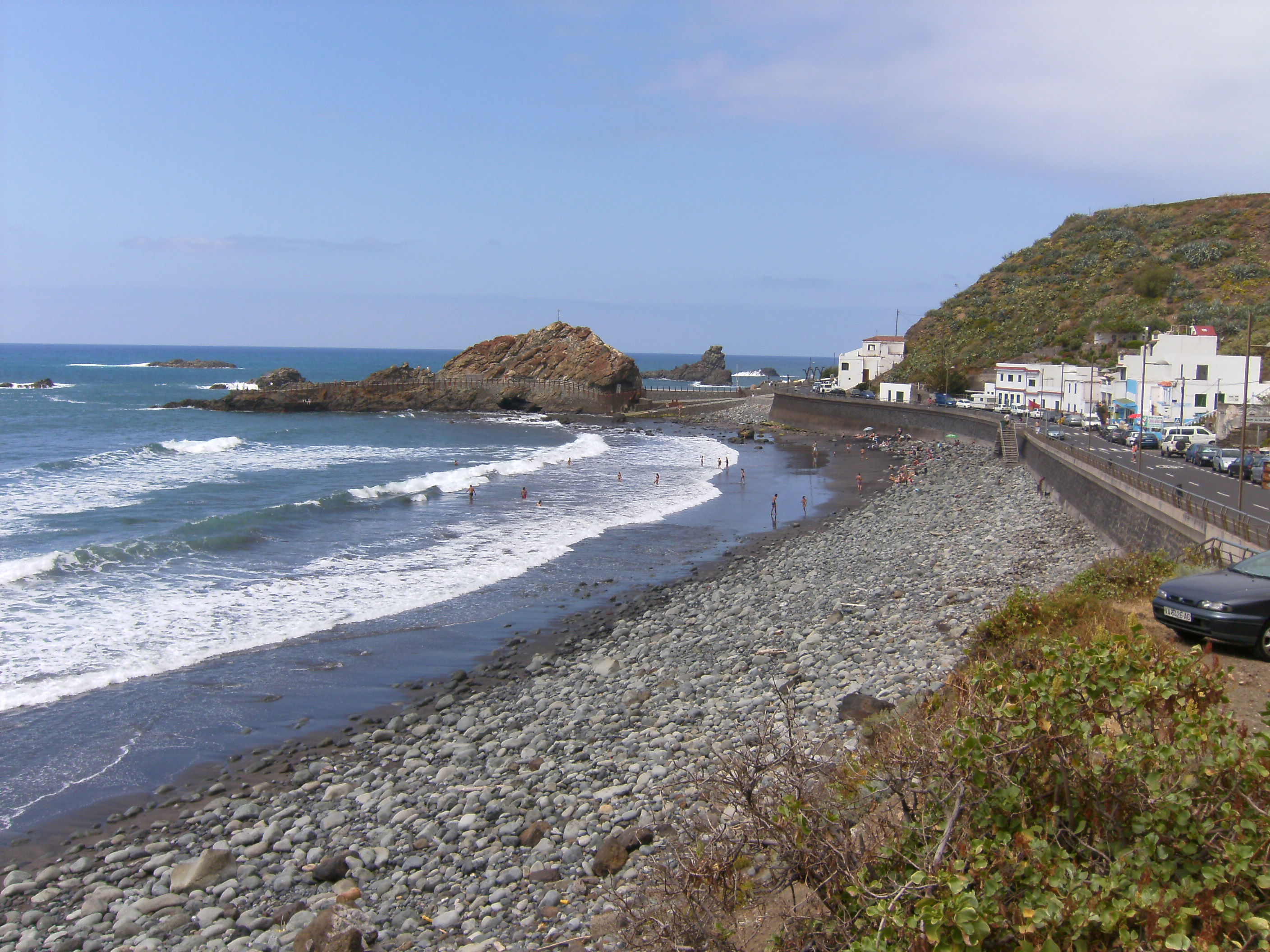
Playa del Roque de las Bodegas.